# 3A busz (Eger)
Az egri 3A jelzésű autóbusz Lajosváros és a Tesco áruház között közlekedik, a 3-as busz betétjárataként. A viszonylatot a Volánbusz üzemelteti.

## Története
2022. január 1-jén a város buszhálózata jelentősen átalakult, ennek keretében új viszonylatok indultak 3-as és 3A jelzéssel, közvetlen kapcsolatot biztosítva az oktatási intézményekbe tartók számára Tihamér városrészből.

## Útvonala
| Tesco áruház felé | Lajosváros felé |
| --- | --- |
| Lajosváros vá. – Mátyás király út – Sas utca – Kertész utca – Mecskey István utca – Bástya utca – Gárdonyi Géza utca – Vécseyvölgy utca – Tetemvár utca – Régi Cifrakapu utca – Cifrakapu utca – Tesco áruház vá. | Tesco áruház vá. – Cifrakapu utca – Régi Cifrakapu utca – Tetemvár utca – Vécseyvölgy utca – Gárdonyi Géza utca – Bástya utca – Mecskey István utca – Kertész utca – Sas utca – Mátyás király út – Lajosváros vá. |

## Megállóhelyei
Az átszállási kapcsolatok között a Lajosváros–Berva viszonylatban közlekedő 3-as busz nincs feltüntetve.
| 3A (Lajosváros – Tesco áruház) |                         |          |                                                                              |
| Perc (↓)                       | Megállóhely             | Perc (↑) | Megállóhelyet érintő járatok                                                 |
| 0                              | Lajosváros végállomás   | 22       | 4, 6, 11, 12, 13, 14, 14E, 16                                                |
| ∫                              | Mátyás király út        | 20       | 11, 12, 13, 14, 14E, 113                                                     |
| ∫                              | Veres Péter út          | 19       | 11, 12, 13, 14, 14E, 113                                                     |
| 1                              | Tompa utca              | 18       | 6, 11, 12, 13, 14, 14E, 16, 112, 113, 3410 Helyközi buszok Távolsági járatok |
| 3                              | Aradi út                | 17       | 6, 11, 12, 13, 14, 14E, 16, 112, 113, 3410                                   |
| 4                              | Nagyváradi út           | 15       | 6, 11, 12, 13, 14, 14E, 16, 112, 113, 3410 Helyközi buszok Távolsági járatok |
| 5                              | Galagonyás utca         | 14       | 6, 11, 12, 13, 14, 14E, 16, 112, 113, 3410                                   |
| ∫                              | Széna tér               | 13       | 6, 11, 12, 13, 14, 14E, 112, 113, 3410                                       |
| 6                              | Sas út                  | 11       | 2, 2A, 6, 16                                                                 |
| 8                              | Tihaméri malom          | 10       | 2, 2A, 4, 5, 5A, 6, 16, 3405, 3406 Helyközi buszok                           |
| 9                              | Homok utca              | 9        | 2, 2A, 4, 5, 5A, 6, 16, 3405, 3406 Helyközi buszok Távolsági járatok         |
| 11                             | Hadnagy utca            | 7        | 2, 2A, 4, 5, 5A, 6, 16, 3405, 3406 Helyközi buszok Távolsági járatok         |
| 14                             | Gárdonyi ház            | 6        | Helyközi buszok                                                              |
| 16                             | Tetemvár út             | 4        | 7, 7A                                                                        |
| 18                             | Tiba utca               | 2        | 5, 5A, 6, 12, 13, 16, 112, 113, 3405, 3406                                   |
| 19                             | Felsőváros              | 1        | 5, 5A, 6, 12, 13, 16, 112, 113, 3405, 3406                                   |
| 20                             | Tesco áruház végállomás | 0        | 5, 5A, 7, 12, 13, 112, 113, 3406                                             |